# ミハイル・バフチン
ミハイル・ミハイロビッチ・バフチン（Михаил Михайлович Бахти́н , Mikhail Mikhailovich Bakhtin,1895年11月17日 - 1975年3月7日）は、ロシアの哲学者、思想家、文芸批評家、記号論者。対話理論・ポリフォニー論の創始者。記号論のタルトゥー学派の祖。

## 生涯
オリョールに生まれ、ノヴォロシースク大学から転学、ペテルブルク（ペトログラード）大学を1918年に卒業。
ロシア革命後の混乱の中、匿名の学者として活動。スターリン時代に逮捕され流刑に処された後、モルドヴァの大学教師として半生を過ごした。
バフチンの著作は多岐にわたるが、文芸批評、歴史、哲学、社会学、人類学、心理学といったバフチン自身の専門分野はもとより、マルクス主義、記号学、構造主義といった必ずしも専門分野とは関係ない学者に対しても大きな影響を与えた。
1920年代にソ連で勃発した文学・美学論争にバフチンも積極的に関わったが、彼の仕事が広く知られ評価されるようになるのは1960年代にロシアの学者によって再発見されるまで待つ必要があった。

## バフチン・サークル
- マトヴェイ・カガン
- レフ・プンピャンスキー
- パーヴェル・メドヴェージェフ
- マリヤ・ユーディナ
- イヴァン・ソレルチンスキー

## バフチン・サークルと著者問題
- ヴァレンチン・ヴォロシノフ
- パーヴェル・メドヴェージェフ
- イヴァン・カナーエフ

## 主要概念

### 対話主義とポリフォニー
「ドストエフスキーの詩学」初版において、バフチンは、それまでのドストエフスキー研究を、登場人物の思想や心情と研究者が対等にたって、実在の人物のように批評・批判するものや、逆に、登場人物の思想や人格を作者の思想や人格の「表現」として分析したものであって、どちらのやり方も、小説のテキストをそれ自体として捉えたものではないとして批判した。
すなわち、登場人物を実在の人物であるかのように扱いそれと対等の立場で論争・批評してしまうような研究では、作品全体の構造を捉えることはできず、また、その分析の内容も、文学作品としての固有のものではなく、歴史学・社会学的なイデオロギー分析にとどまってしまう。
他方で、そうした諸人物や事件を、作者の思想の「表現」として捉える研究では、畢竟、作者のイデオロギーの分析になるか、あるいは、伝記的な研究へと分析は逸らされ、そのような登場人物の、作者とは異なる固有性は捉えられず、また、登場人物の間の関係も、特定の登場人物（あるいは、その思想）を引き立て、あるいはけなすという機能からしか把握されない。
バフチンはドストエフスキーの小説の画期性を、その登場人物があたかも独立した人格のように多面性を持ち、解釈の主体として振舞い、時には、独自の思想の主張者として振舞うことで、人物相互の間に「対話」が成立し、そのような対等かつ劇的な対話性において、小説以外のジャンルでは表現困難な、現実の多次元的・多視点的な表現が可能になっていることであるとした。
このような視点は、バフチン自身の、哲学的・言語学的な対話主義の思想に裏打ちされている。バフチンは、真理は、特定の視点によっては表現することはできず、どれほど複雑かつ高度なものであっても、つねに複数の認識の視点と、ひとつの視点との相違は還元不可能なままに残ると考えた。この相違を還元不可能なものと見る視点からは、複数の限定的な視点を、より高次の複雑かつ総合的なひとつの視点によって完全に汲みつくし、代替することはできないことになる。

### ドストエフスキーとトルストイ
バフチンは「ドストエフスキーの詩学」において、ドストエフスキーとレフ・トルストイの文学の明確な差異を、画期的なポリフォニー論などによって示した。
ドストエフスキーの文学においては、上記のように客観的に叙述し得る単一的な真理は存在せず、各人の思想が否定されずに尊重される。各登場人物は、作者ドストエフスキーと同じように、1人の人間として思想や信念を固持する権利が与えられている。それはすなわち人格の尊重である。ところがトルストイの小説においては、しばしばトルストイの考えに登場人物が近づくことが、真理への到達と同視される。そしてトルストイと反対の意見を持つ人物は、しばしば自己完成からは程遠い人物として描かれるのである。バフチンはこれをモノローグな構成として批判した。

### カーニバル性、カーニバル文学
カーニバルとは古代より続く、国や地域の違いによって様々な形態をとる祭りのことである。カーニバルにおいては、人々の間に通常存在する社会的、身分的な距離が取り払われ、無遠慮な人々の交わりが見られる。また、カーニバルは、動物が人間の衣装を着たり、貧民が国王に扮して国王の衣装を着たりする、価値倒錯の世界でもある。
古代より、広場はカーニバル性をもった場所であった。バフチンによれば、特に中世の人々は、規則にがんじがらめの生活と、カーニバル性を持った広場における生活との、二重生活を送っていたという。カーニバル広場においては、不謹慎、神聖なものに対する冒涜や格下げなど、あけっぴろげな生活が見られたという。
文学とカーニバルの関係は古く、古代においてはルキアノスやセネカなどの文学に如実に見られる。ルキアノスをその代表者とする、古代のメニッピア（メニッポス流の風刺）と呼ばれる文学が、カーニバル文学の源流である。メニッピアの文学においては、オリンポスの神々の格下げが見られたり、地獄の顕著なカーニバル化などが見られる。（地獄は地上のあらゆる地位の人たちを対等化することから、典型的なカーニバル空間である）
文学におけるカーニバル性とは、国王の戴冠と奪冠、地位や役割の交代や変装、両義性、シニカルで無遠慮な言葉、などに見られるものである。価値倒錯の世界を創り出す効果を持つ。また、中世によく見られた笑いを隠れ蓑にしたパロディーにも、強いカーニバル性が見られる。中世においても笑いによってならば、聖なるものを俗的に扱うことが許されたのである。聖と俗の交わりや交代、否定（嘲笑）と肯定（歓喜）、死と再生、などが笑いの中で行われた。笑いは社会風刺のために、無くてはならない要素であった。カーニバル文学においても、笑いは極めて重要な要素である。
カーニバル文学の代表例としては、フランソワ・ラブレーやセルバンテスの著作がある。特にバフチンは、ドン・キホーテをカーニバル文学屈指の名作として、高く評価している。そして、ドストエフスキーの文学は、古代より続くカーニバル文学の系譜に忠実であり、同時に進化させたものであるという。いわばドストエフスキーの文学は、現在までのところ、カーニバル文学の最高峰にあるということである。

## 心理療法への応用
フィンランドのケロプダス病院において開発されてきた、対話による心理療法「オープンダイアローグ」において、バフチンは理論的な柱のひとつとなっている。この手法を支える理論には２つのレベルがあり、それぞれ「詩学」と「ミクロポリティクス」と命名されている。詩学には３つの原則があり、それぞれ「不確実性への耐性」「対話主義」「社会ネットワークのポリフォニー」と呼ばれている。クライアントとの対話ミーティングでは、こうした詩学の原則にもとづいて、治療的対話が生成されることになる。

## 影響
- ロマーン・ヤーコブソン
- ジュリア・クリステヴァ
- ツヴェタン・トドロフ
- ミラン・クンデラ
- デイヴィッド・ロッジ[2]
- 山口昌男
- カルチュラル・スタディーズ
- ダブルバインド

## 著作（日本語訳）
- 『フランソワ・ラブレーの作品と中世・ルネッサンスの民衆文化』

川端香男里訳（せりか書房, 1974年、新版1988年）
- 『マルクス主義と言語哲学』（桑野隆訳、未來社, 1976年、改訳版1989年）
- 『ドストエフスキーの詩学』（望月哲男・鈴木淳一共訳、ちくま学芸文庫、1995年）
- 『ドストエフスキーの創作の問題』（桑野隆訳、平凡社ライブラリー、2013年）
上記は初版で、後者の増補改訂版より率直で明確な対話論やポリフォニー論が展開されている。

初訳は『ドストエフスキー論 創作問題の諸問題』（新谷敬三郎訳、冬樹社、1974年）
- 『バフチン言語論入門』（桑野隆・小林潔編訳、せりか書房、2002年）
- ヴィクトル・ドゥヴァーキン・聞き手『バフチン、生涯を語る』（佐々木寛訳、水声社、2021年）
- 『小説の言葉』 伊東一郎訳（平凡社ライブラリー、1996年）

### 全集
- 『ミハイル・バフチン著作集』（全8巻、新時代社、1979-1988年）

1. フロイト主義（1979年）、斎藤俊雄・磯谷孝訳
2. 作者と主人公（1984年）、斎藤俊雄・佐々木寛訳
3. 文芸学の形式的方法（1986年） 、桑野隆・佐々木寛訳
4. 言語と文化の記号論（1980年）、北岡誠司訳
5. 小説の言葉（1979年）、伊東一郎訳（上記は改訳版）
6. 小説の時空間（1987年）、北岡誠司訳
7. 叙事詩と小説（1982年）、川端香男里ほか訳
8. ことば対話テキスト（1988年）、新谷敬三郎ほか訳

- 『ミハイル・バフチン全著作 第1巻』 伊東一郎ほか訳、水声社、1999年
〈行為の哲学によせて・美的活動における作者と主人公〉他 一九二〇年代前半の哲学・美学関係作品
- 『ミハイル・バフチン全著作 第2巻』 磯谷孝ほか訳、水声社、2005年
〈フロイト主義〉〈文芸学の形式的方法〉他 一九二〇年代後半の哲学・美学関係作品
- 『ミハイル・バフチン全著作 第5巻』 伊東一郎ほか訳、水声社、2001年
〈小説における時間と時空間の諸形式〉他 一九三〇年代以降の小説ジャンル論
- 『ミハイル・バフチン全著作 第7巻』 杉里直人訳、水声社、2007年
〈フランソワ・ラブレーの作品と中世・ルネサンスの民衆文化〉

## 研究文献
- 『バフチンと文化理論』 ケン・ハーシュコップほか編 宍戸通庸訳 松柏社 2005年
- 『ミハイール・バフチーンの世界』 せりか書房 1990年
カテリーナ・クラーク／マイケル・ホルクイスト共著 川端香男里・鈴木晶共訳
- 『ミハイル・バフチンの時空』 せりか書房 1997年
- ツヴェタン・トドロフ 大谷尚文訳 『ミハイル・バフチン対話の原理』 叢書ウニベルシタス・法政大学出版局 2001年
- マイケル・ホルクウィスト 伊藤誓訳 『ダイアローグの思想 ミハイル・バフチンの可能性』 叢書ウニベルシタス・法政大学出版局 1994年
- 『バフチンを読む』 阿部軍治編著（他6名と共著） NHKブックス 1997年
- 桑野隆 『バフチン　カーニヴァル・対話・笑い』 平凡社新書 2011年／改訂版・平凡社ライブラリー 2020年